# العالم المفقود: الحديقة الجوراسية
العالم المفقود: الحديقة الجوراسية (بالإنجليزية: The Lost World:Jurassic Park) فيلم من أفلام الخيال العلمي الأمريكية أنتج بالعام 1997، وهو جزء من سلسلة أفلام الحديقة الجوراسية للمخرج ستيفن سبيلبرغ، والفيلم من بطولة جيف غولدبلوم وجوليان مور.

## الحبكة
بعد أن هاجم فتاة صغيرة مجموعة صغيرة من ديناصورات الكومبسوجناثوس، يكتشف الدكتور إيان مالكولم (غولدبلوم) أن هناك جزيرة ثانية فيها مجموعة متنوعة من الديناصورات. فيقرر الدكتور جون هاموند إرسال فريق من الباحثين لتوثيق ورصد نمط حياة الديناصورات ، وفي نفس الوقت ترسل شركة إينجين فريقا لأصطياد الديناصورات وإعادتها إلى الولايات المتحدة لأغراض تجارية ، ومع تطور الأحداث تصبح حياة الجميع في خطر.

## طاقم العمل
- جيف غولدبلوم في دور الدكتور إيان مالكولم: عالم في الحساب وفي نظرية الفوضى.
- جوليان مور في دور الدكتورة سارة هاردينج: حبيبة مالكولم وعالمة سلوكيات الأحياء القديمة.
- فينس فون في دور نيك فان أوين: مصور صحفي و«صانع أفلام وثائقية» وبيئي متمرس.
- بيتي بوستلثويت في دور رولاند تيمبو: صياد طرائد كبيرة يلتزم بقواعده الأخلاقية الصارمة.
- فانيسا لي تشيستر في دور كيلي كيرتس: ابنة مالكولم المراهقة التي تختبئ في مقطورة.
- أرليس هوارد في دور بيتر لودلو: ابن أخ هاموند والمدير التنفيذي الثري الجديد لشركة إنجين الذي يريد بناء نسخة سان دييغو من الحديقة الجوراسية.
- ريتشارد أتينبورو في دور جون هاموند: الرئيس التنفيذي السابق لشركة إنجين الذي يقوم بخطوات لتبرئة نفسه والحفاظ على إيسلا سورنا.
- بيتر ستورمار في دور ديتر ستارك: الرجل الثاني في حصادي إنجين الذين يتحكم بهم رولاند تيمبو.
- هارفي جيسون في دور أجاي سيدو: شريك الصيد لرولاند تيمبو.
- ريتشارد شيف في دور إدي كار: «خبير معدات ميدانية». ينقذ حياة أصدقائه من خلال تقديم حياته إلى كائنات التيرانوصور.
- توماس دافي في دور الدكتور روبرت بورك: عالم الأحياء القديمة التابع لصيادي إنجين
- أريانة ريتشاردز في دور ليكس ميرفي: حفيدة هاموند.
- جوزيف مازيلو في دور تيم مورفي: شقيق ليكس الأصغر.
- كاميلا بيل في دور كاثي بومان: ابنة العائلة الثرية التي عثرت على جزيرة سورنا.

## إنتاج

### ما قبل الإنتاج
بعد إصدار رواية، الحديقة الجوراسية في عام 1990، ضُغط على مايكل كرايتون من قبل المعجبين لكي يُصدر تكملة للرواية. بسبب أنه لم يكتب واحدة مطلقًا، رفض في البداية. أثناء تصوير الفيلم المقتبس عن الرواية، اعتقد المخرج ستيفن سبيلبرغ أنه إذا صُنعت تكملة، فستتضمن استرداد حاوية تحتوي على الحمض النووي الصبغي لديناصور ضاعت خلال أحداث الفيلم الأول. بدأ الحديث عن فيلم تتمة بعد إصدار جوراسيك بارك (الحديقة الجوراسية) عام 1993، والذي حقق نجاحًا ماليًا. أجرى سبيلبرغ مناقشات مع ديفيد كوب وكرايتون، اللذان كتبا الفيلم السابق، للتحدث عن الأفكار المحتملة للتكملة. كان الجدول الزمني لإنتاج فيلم الحديقة الجوراسية الثاني يعتمد على ما إذا كان كرايتون سيكتب تكملة للرواية الأولى.
في مارس 1994، قال كرايتون أنه سيكون هناك على الأرجح تكملة لكل من الرواية والفيلم، قائلًا إن لديه فكرة قصة لرواية أخرى، وسيصدر بعد ذلك فيلم مقتبس عنها. في ذلك الوقت، لم يكن سبيلبرغ ملتزماً بإخراج الفيلم المقتبس عن الرواية الجديدة، إذ كان يخطط لإجازة لمدة عام من الإخراج. في مارس 1995، أعلن كرايتون أنه على وشك الانتهاء من كتابة التكملة، المقرر إصدارها في وقت لاحق من ذلك العام، على الرغم من أنه رفض تحديد عنوانها أو حبكتها. في وقت هذا الإعلان، كان سبيلبرغ قد وقع على إنتاج الفيلم المقتبس عن الرواية، مع بدء التصوير في صيف 1996 لإطلاقه في عام 1997. كان سبيلبرغ مشغولًا باستوديو دريم ووركس الجديد ولم يقرر ما إذا كان سيخرج الفيلم، قائلاً: «أود أن أخرجه، لكن على فقط أن أدرس الأمر. حياتي تتغير».
جُمع فريق إنتاج في ربيع 1995، بينما كان كرايتون ينهي الرواية الثانية، بعنوان العالم المفقود، في نفس الوقت، كان سبيلبرغ وكوب يطوران أفكارًا للسيناريو. نُشرت رواية كرايتون في سبتمبر 1995، في حين أُعلن عن سبيلبرغ كمخرج لتحويل الرواية إلى فيلم في نوفمبر 1995. جو جونستون، الذي عرض إخراجه للفيلم المقتبس عن الرواية، أخرج في النهاية الفيلم التالي جوراسيك بارك 3 (الحديقة الجوراسية 3)، كان لدى فلم العالم المفقود: الحديقة الجوراسية ما يقرب من 1500 لوحة مصورة للقصة، ما ساعد في التخطيط الدقيق اللازم لتصوير المشاهد التي تتضمن الحركة والديناصورات والمؤثرات الخاصة.

#### كتابة
تتضمن حبكة رواية كرايتون العالم المفقود جزيرة ثانية فيها ديناصورات ولكن لا توجد إشارة إلى الحاوية التي تحوي الحمض النووي الصبغي للديناصورات، والتي استُخدمت لاحقًا كحبكة في مسودة مبكرة مرفوضة لفيلم جوراسيك بارك 4 (العالم الجوراسي 4). بعد الإعلان عن تحويل رواية العالم المفقود إلى فيلم، تلقى كوب خطابات نصائح من الأطفال المهتمين بالفيلم. وبحسب كوب، نصت إحدى الرسائل، «طالما لديك تي ركس وفيلوسيرابتور، كل شيء آخر على ما يرام. ولكن، مهما فعلت، لا تضع جزء ممل طويل في البداية ليس له علاقة الجزيرة». احتفظ كوب بالرسالة «كنوع من التذكير». أخذ كوب أيضًا اقتراحًا من الرسالة لإضافة ستيغوصور إلى النص.
بعد الانتهاء من الرواية، لم يُتشاور مع كرايتون حول تتمة الفيلم، ولم يتلقى نسخة من النص إلا عند رفضه الموافقة على بعض حقوق التسويق. قالت كاثلين كينيدي، المنتجة التنفيذية للفيلم، ومنتجة الحديقة الجوراسية: «بنفس الطريقة التي لا يرى فيها مايكل الكتابة كتعاون، انطلق ستيفن وعمل فيلمه الخاص. عندما سلم مايكل الكتاب إلى ستيفن، عرف أن عمله قد انتهى». بحلول الوقت الذي أنهى فيه كرايتون روايته، كان سبيلبرغ وكوب يناقشان أفكار الفيلم منذ أكثر من عام. من أجل تحويل الرواية لكتاب، حاول كوب الجمع بين الأفكار التي ابتكرها هو وسبيلبرغ مع الأفكار من رواية كرايتون. قال سبيلبرغ إن الجزء الأوسط من الرواية كان يفتقر إلى سرد القصة، ولكن «التمهيد للقصة لدى كرايتون كان ممتازًا، وبالتأكيد وضعنا على الطريق الصحيح».  كان أمام كوب عامًا لكتابة النص قبل البداية التصوير.
للتحضير قبل كتابة السيناريو، كان سبيلبرغ أكثر إصرارًا على أن يشاهد كوب فيلم عام 1925، ذا لوست ورد (العالم المفقود)، من أن يقرأ رواية كرايتون، التي قرأها كوب أيضًا. خلال اجتماع مبكر مع كوب، قرر سبيلبرغ أنه في حين أن الصراع الأساسي للفيلم الأصلي شمل الديناصورات العاشبة مقابل الديناصورات آكلة اللحوم، فإن نص الفيلم الجديد يجب أن يشمل البشر الذين هم «جامعين» (مراقبي الديناصورات) و«الصيادين» (الذين يأسرون الديناصورات من أجل حديقة الحيوانات). قال كوب حبكة فلم هاتاري! عام 1962، الذي كان حول الحيوانات الأفريقية التي تُؤسر من أجل حدائق الحيوانات، كان لها «تأثير كبير» على نص فلم العالم المفقود.
تجاهل كل من سبيلبرغ وكوب العديد من مشاهد وأفكار الرواية، واختاروا بدلاً من ذلك ابتكار قصة جديدة مع تضمين الفكرتين من الرواية اللتان أحبهما سبيلبرغ: جزيرة ثانية مأهولة بالديناصورات، والمشهد الذي يتدلى فيه جزء من مقطورة من عربتين من جرف بعد تعرضها لهجوم من قبل ديناصورات تي ركس. احتُفظ أيضًا بفكرة سلوك الأبوة والأمومة والتربية بين الديناصورات، بالإضافة إلى تي ركس الصغير والطفل الذي يهرب في المقطع الدعائي. بُنيت شخصية روبرت بورك على عالم الأحياء القديمة روبرت باكر، الذي يعتقد أن ديناصورات تي ركس كانت مفترسة. اعتبر عالم الأحياء القديمة المنافس له جاك هورنر، الذي كان المستشار الفني للفيلم، الديناصور على أنه دفاعي وغير عدواني بطبيعته. طلب هورنر أن تؤكل شخصية بورك من قبل تي ركس، ولكن باكر استمتع بالمشهد واعتقد أنه يثبت نظريته بأن تي ركس كانت مفترسة.

## وصلات خارجية
- The Lost World: Jurassic Park الموقع الرسمي
- العالم المفقود: الحديقة الجوراسية على موقع IMDb (الإنجليزية)
- العالم المفقود: الحديقة الجوراسية على موقع ميتاكريتيك (الإنجليزية)
- العالم المفقود: الحديقة الجوراسية على موقع الموسوعة البريطانية (الإنجليزية)
- العالم المفقود: الحديقة الجوراسية على موقع روتن توميتوز (الإنجليزية)
- العالم المفقود: الحديقة الجوراسية على موقع نتفليكس (الإنجليزية)
- العالم المفقود: الحديقة الجوراسية على موقع قاعدة بيانات الأفلام العربية
- العالم المفقود: الحديقة الجوراسية على موقع ألو سيني (الفرنسية)
- العالم المفقود: الحديقة الجوراسية على موقع Turner Classic Movies (الإنجليزية)
- العالم المفقود: الحديقة الجوراسية على موقع أول موفي (الإنجليزية)
- العالم المفقود: الحديقة الجوراسية على موقع بوكس أوفيس موجو (الإنجليزية)